# Uzucha
Uzucha é um gênero de traça pertencente à família Agonoxenidae.